# Jacob Winslow

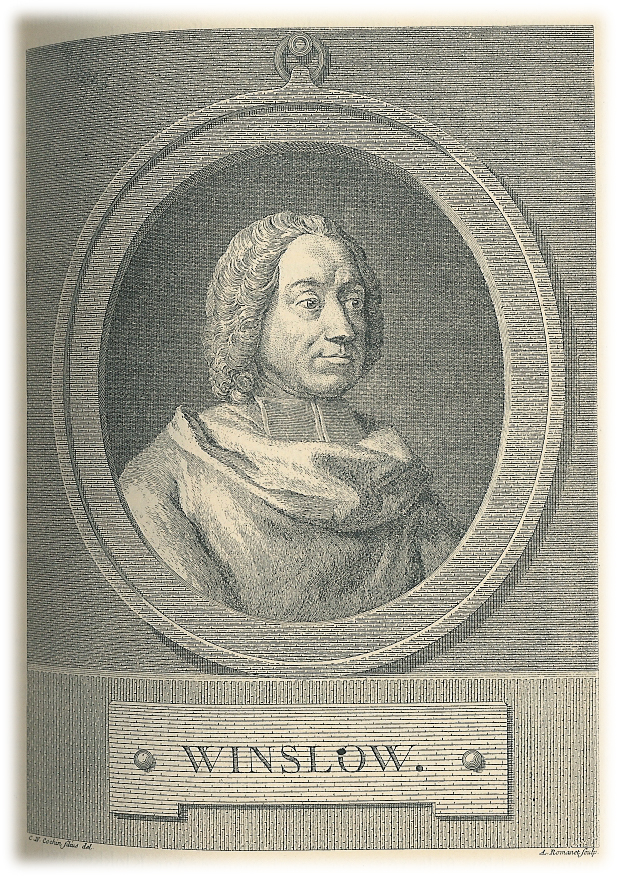
Jacob Winslow

Jacob Benignus Winslow (auch: Jacob Benignus Winsløw oder Jacques Bénigne Winslow; * 2. April oder 17. April 1669 in Odense; † 3. April 1760 in Paris) war ein dänischer, in Frankreich tätiger Anatom. Er wirkte unter anderem als Professor der Anatomie in Paris.
Jacob Winslow wurde als Sohn eines protestantischen Pastors auf der dänischen Insel Fünen geboren und studierte ab 1687 Theologie in Kopenhagen, wechselte dann aber bald zum Studium der Medizin. Er wurde Prosektor der Anatomie und bildete sich in dieser Funktion in Holland, unter anderem bei Frederik Ruysch, und Paris weiter.
Winslow wurde 1705 in Paris zum Dr. med. promoviert. 1707 wurde er in die Académie Royale des sciences gewählt und zum Professor für Anatomie der Medizinischen Fakultät von Paris ernannt. Seit 1723 war er auswärtiges Mitglied der Königlich Preußischen Akademie der Wissenschaften.
Im Jahr 1721 wurde er Nachfolger von Joseph Guichard Duverney (1648–1730) am Jardin du Roi. Von 1743 bis 1758 war Winslow Anatomieprofessor am Jardin du Roi. Sein renommiertes Lehrbuch der Anatomie wurde etwa von dem Würzburger Chirurgieprofessor Carl Caspar von Siebold zu Vorlesungszwecken (um 1771/1772) verwendet. Da er nicht überzeugt war von den damaligen Kennzeichen des Todes, hatte er (gemäß Johann Gottfried Taberger, 1829) testamentarisch die Aufbewahrung seines Leichnams bis zur eingetretenen Fäulnis verfügt.

## Schriften
- Observations sur les fibres du coeur et sur les valvules avec la manière de le préparer pour le démontrer. 1711.
- Description d’une valvule singulière de la veine cave et nouveau sentiment sur la fameuse question du trou ovale. 1717.
- Éclaircissements sur la calculation du sang dans le foetus. 1725.
- Sur les mouvements de la tête, du col et du reste de l’épine du dos. 1730.
- Exposition anatomique de la structure du corps humain. 3 Bände. Guillaume Desprez et Jean Desseartz, Paris 1732. 4 Bände, 1766. Amsterdam, 3 Bände, 1732, 1743. 4 Bände, 1752, 1754.
- Quaestio medico-chirurgica […] an mortis incertae signa minus incerta a chirurgicis, quam ab aliis experimentis. Paris 1740.
- Dissertation sur l’incertitude des signes de la mort et abus des Enterremens et Embaumemens précipité. Herausgegeben und ergänzt von Jacques Jean Bruhier. 2 Bände. 1742; vermehrte Neuausgabe 1749 (in deutscher kommentierter und ergänzter Übersetzung von Johann Gottfried Jancke erschienen 1754).
- Opuscoli anatomici. His collected anatomical works. Borghi, Bologna 1744.